# ماتادور

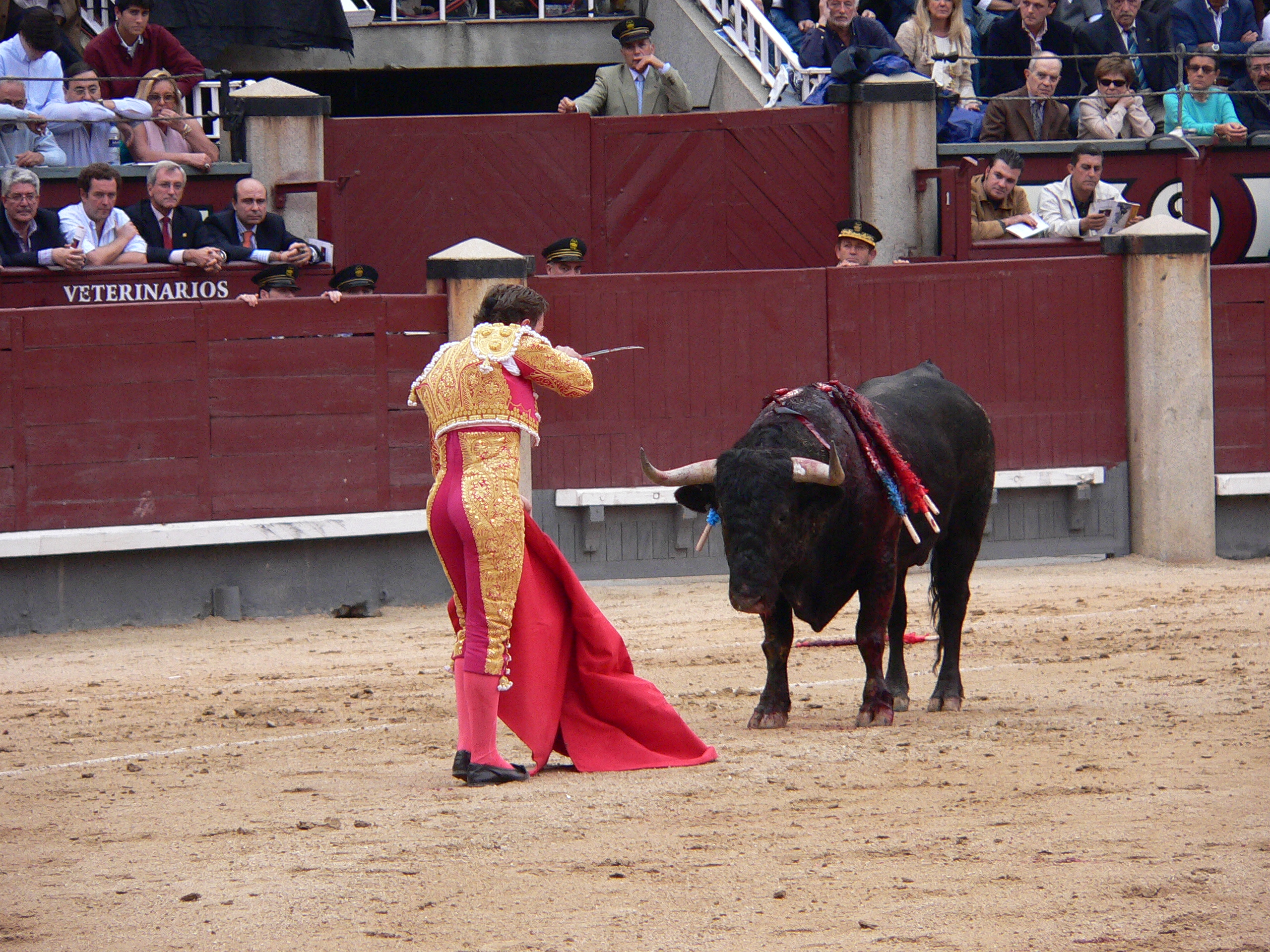
متادور يصارع في ثور

الماتادور (بالإسبانية: Torero)‏ هو مصارع الثيران الذي يقتل الثور في عروض مصارعة الثيران التي تؤدى في إسبانيا، كولومبيا، البرتغال، المكسيك، فرنسا وعدة من الدول الأخرى والمتأثرة بالثقافة الأسبانية. كلمة توريرو (بالإسبانية: Torero)‏ في إسبانيا تطلق على أي مؤدي فعال في عرض مصارعة الثيران. الشخص الرئيسي -قائد المؤدين- الذي يقوم بقتل الثور يطلق عليه «المايسترو» ولقبه المحلي هو «ماتادور دي توروس» (matador de toros) والتي تعني «قاتل الثيران» ولكن الكلمة «ماتادور» وحدها تستخدم فقط في اللغة الإنكليزية ولا تستخدم مطلقا وحدها في الأسبانية. المصطلحين «بيكادوريس» و«ريجونيجوريس» (راكبي الاحصنة الأول صاحب العصا والثاني صاحب الخناجر والسكاكين) يشملان كل من يقاتل الثور داخل الحلبة. المؤدين الاخرين في العرض يطلق عليهم «سوبلاتيرنوس» ويكون زيهم مزخرفاً بالفضة لتمييزهم عن الزخرفة الذهبية للمصارعين الرئيسيين. كلمة بديلة ل " torero" تستخدم في الإنكليزية وهي " toreador" والتي تعني مصارع الثيران، ولكن هذه الكلمة لا تستخدم في إسبانيا وبقلة في أمريكيا اللاتينية
قلة من النساء يقاتلون الثيران على الارجل أو من فوق ظهور الاحصنة، و«كريستينا سانشير» المثال الحي على هذا الامر. المقاتلات النساء للثيران عانوا من معارضة وعداء كبيرين من المشجعين والمقاتلين الذكور
عادة ال " toreros" يبدأ بقتال الثيران الصغيرة والتي يطلق عليها اللفظ novilleros ("novilleros" بالإسبانية وكما تعرف في بعض الدول اللاتينية الأمريكية ب " vaquillas". مصارعة الثيران الكبيرة يبدأ فقط بعد مباراة خاصة، تُسمى «مباراة الاختيار». في هذا يقدم المقاتل الشاب إلى الحشد ويُعلن على الملأ انه أصبح " matador de toros" أي قائد المؤدين
مصارعة الثيران لا يطلق عليه ولا يعتبر رياضة ولكنه يُحسب على فنون الاستعراض. ولا توجد مسابقة أو تصنيف لهذا الاستعراض
تاريخياً، مصارعة الثيران بدأت بأن يقوم الرجال النبلاء بطعن الثيران بالرماح بمساعدة من افراد راجلة من العامة. وبتقدم الزمن زادت اهمية الراجلة من العموم إلى الحد الذي أصبحوا فيه هم الأشخاص الرئيسيون والوحيدون في العرض. ومصارعة الثيران من على ظهر الاحصنة أصبح عرضا منفصلا عن مصارعة الثيران راجلةً وأصبح يطلق عليه لفظ " rejoneo" والذي لا زال يؤدى ولكن ليس بنفس تكرار مصارعة الثيران راجلةً.
مصارعة الثيران أصبح وسيلة للناس الفقراء لكي ينالوا الفخر، الشهرة، والثروة. وعندما سُئل أحد المصارعين المشهورين عن سبب مخاطرته بحياته، اجاب وبتكرار " Más cornadas da el hambre" والتي تعني «الجوع يهاجم ويؤذي بشكل أكثر الماً». الآن أصبح من الشائع ان يُنجب مصارعي الثيران في عائلات تزاول هذه المهنة.
المتجاوزون " Maletilla" أو المتطفلون " espontáneo" هم من يقومون بالقفز إلى داخل الحلبة بصورة غير قانونية ويحاولون مصارعة الثيران. بالرغم من أن هذه المزاولة –أي التطفل على العرض- تُزدرى بشكل كبير، إلا أن البعض -مثل القرطبيين- يبدأون مشوارهم المهني بهذا الشكل.